# غواصة يو بي-11
يو بي-11 غواصة ألمانية من فئة يو بي1 خدمت في البحرية الإمبراطورية الألمانية خلال الحرب العالمية الأولى. في أكتوبر 1914 تم وضعها في حوض بناء السفن إيه جي فيزر في بريمن في شهر نوفمبر.